# Čížkovice
Čížkovice (německy Tschischkowitz) jsou obcí v okrese Litoměřice, asi 5 km jihozápadně od Lovosic na jižním okraji Českého středohoří a severním konci Polabí. Žije v nich přibližně 1 500 obyvatel a mají asi 280 domů na katastrální výměře 706 ha.
V obci je škola se sportovní halou a posilovnou, školka, fotbalové hřiště FK Viktoria Čížkovice, několik obchodů, dvě hospody, knihovna, pošta, domov důchodců, dům s pečovatelskou službou postavený na samé hranici památkově chráněného původně zámeckého parku, založeného v 18. století, benzínová stanice, myčka osobních vozidel, pneuservis a specializovaný servis pro kamiony a cisterny, kadeřnický a kosmetický salón, kulturní sál s jevištěm, kulturní altán se sociálním zázemím pro pořádání hudebně kulturních akcí pod širým nebem, hasičská zbrojnice Sboru dobrovolných hasičů Čížkovice, několik dětských hřišť pro nejmenší. Sídlí zde také diagnostický ústav. Celá obec je plynofikovaná, má vodovod a kanalizaci. Obec se dělí na dvě části, vlastní Čížkovice a Želechovice, což je ves asi 1 km jihovýchodně od Čížkovic. V katastrálním území obce se nachází cementárna a její lomy, ve kterých se těží druhohorní vápence. Vesnicí protéká potok Modla.
Znak udělil Čížkovicím předseda PS PČR 18. listopadu 1998. Ve stříbrno-modře děleném štítu je nahoře červený heroldský kříž a dole položené červeno-zlatě šachované orlí křídlo. Červený kříž ve stříbrném poli nacházíme na štítu a korouhvi sv. Jiří ve znaku kláštera benediktinek na Pražském hradě. Šachované křídlo bylo převzato z erbu Kaplířů ze Sulevic.

## Historie
Oblast Čížkovic byla zcela jistě osídlena již v 5. století př. n. l., protože nedaleko obce bylo odkryto bohaté starolaténské pohřebiště. Našly se dřevěné nádoby a unikátní bronzové kování datované právě do doby před 2 500 lety.

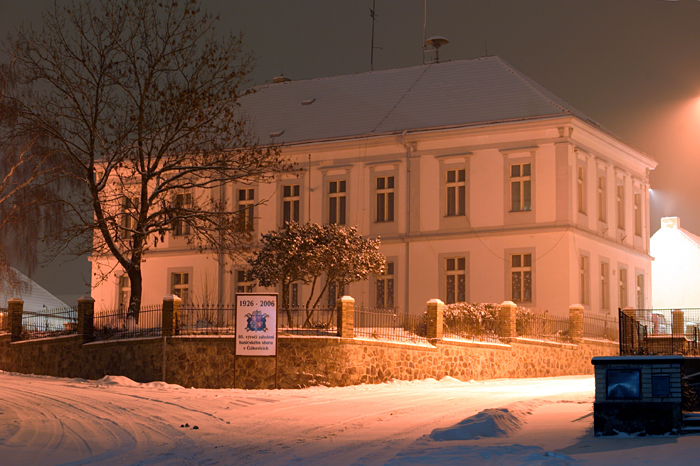
Obecní úřad v Čížkovicích

První písemná zmínka o Čížkovicích je známa z roku 1276, kdy obec byla rozdělena na dvě části. Menší část patřila vladykovi Čáslavovi. Větší pak byla majetkem kláštera svatého Jiří v Praze, jenž držel i blízké Třebenice. Ve větší části Čížkovice stálo několik menších statků. Jejich majitelé schvalovali faráře místního kostela svatého Jakuba.
Z roku 1363 pochází i zmínka o želechovickém statku, který vlastnil Vít z rodu Suleviců. V 15. století byly Želechovice rozděleny na dvě části, jedna patřila k Sulejovicím a druhá ke Košťálovu. Košťálovu později připadl i zbytek vsi.
Roku 1389 se prameny zmiňují o čížkovické horní tvrzi. Tuto část získali Kaplířové ze Sulevic poté, co ji během husitských válek zastavil císař Zikmund Lucemburský. Císař Zikmund zastavil roku 1436 větší část vsi Janu Kaplíři ze Sulevice na Košťálově, který již držel z dřívějšího období menší část vsi, kde byla i horní tvrz. Vesnice tak byla spojena a když v roce 1486 došlo k dělení majetku košťálovských Kaplířů mezi syny Buška Kaplíře ze Sulevic, dostal celé Čížkovice i s několika okolními vesnicemi Jan Kaplíř ze Sulevic. Roku 1529 byly opět Čížkovice rozděleny mezi jeho dva syny Albrechta a Felixe. Albrecht obdržel starou, horní tvrz a Felix se rozhodl pro stavbu nové tvrzi v dolní části vesnice, na území tzv. Na Lavičkách. Po roce 1529 pak byla postavena i dolní renesanční tvrz a později založen pivovar. Felix se po Albrechtově smrti roku 1554 stal jediným držitelem vsi a obec byla opět spojena. Obec patřila Kaplířům až do roku 1623. Ztratili ji díky konfiskacím kvůli účasti Adama Kaplíře ze Sulevic na stavovském povstání a bitvě na Bílé hoře.
V roce 1615 postavil v Želechovicích jejich majitel Felix Častovec Kaplíř tvrz, kterou prodal Vchynským. I těm, podobně jako Kaplířům, byl majetek roku 1634 zkonfiskován. V té době již byla tvrz zbouraná. Želechovice pak až do roku 1850 patřily do teplického panství Aldringenů.
Během třicetileté války byla obec silně zasažena epidemií cholery, která zdecimovala obyvatelstvo a na krátký čas zůstaly Čížkovice bez osídlení. Roku 1623 koupil statek Čížkovice císařský rada Volf Ilburk z Vřesovic, který jej postoupil Marii Magdaleně rozené z Lobkovic, manželce Jana Rudolfa Trčky z Lípy. Po její smrti roku 1633 odkázal Jan Rudolf Trčka Čížkovice nejvyššímu purkrabímu českému Adamu z Valdštejna. V roce 1638 koupila Čížkovice spolu se statky Borčí a Košťálovem do dědičného vlastnictví za 83 578 zlatých rýnských Anežka rozená z Eberštejna, vdova po plukovníku Jiřím Waldemarovi z Varrensbachu, znovu provdaná za plukovníka Wernera z Palantu. Při švédském vpádu roku 1639 byly celé Čížkovice vypáleny a zpustošeny.

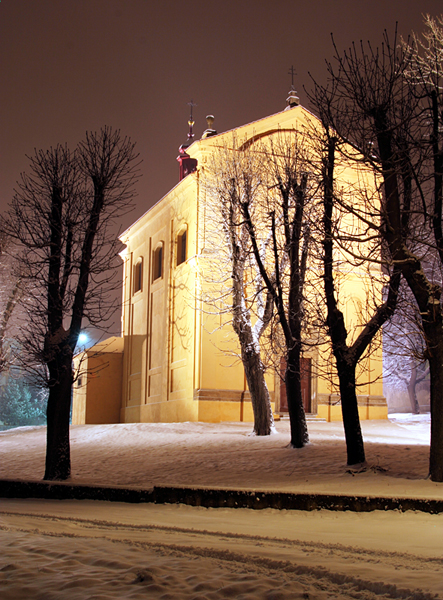
Kostel sv. Jakuba v Čížkovicích

Roku 1655 po smrti své matky Anežky z Palantu zdědil obec hrabě Gustav Adolf z Varensbachu, který nechal dolní zpustlou tvrz přestavět na barokní trojkřídlý, jednopatrový zámek. K přestavbě došlo patrně v letech 1658 až 1665. Šlo o první samostatné dílo Giulia Broggia, který se zde roku 1658 i oženil a zůstal zde bydlet. Přestavěný zámek byla trojkřídlá jednopatrová barokní stavba s mírně vystupujícím rizalitem, v němž je hlavní portál v pilastrové edikule s rozeklanou římsou. V přízemí se zachovaly ještě původní valené barokní klenby s výsečemi. Bývalý hlavní sál a další místnosti mají jednak raně barokní štukovou výzdobu stropu a jednak výzdobu pocházející z 19. století. V zámku se zachovaly i zbytky tvrze – východní armované nároží příjezdové a severní strany. Guilio Broggio zahájil také přestavbu kostela, ale do barokní podoby se zvonicí ji dokončil až jeho syn Ottavio, který se v Čížkovicích narodil. V čížkovickém kostele svatého Jakuba je k vidění obraz zobrazující šlechtické donátory, hraběte z Varensbachu s manželkou – v ruce držící model nového budoucího kostela. Pohled na kostel a náves se zámkem je zobrazen na Mánesově obraze z poloviny 19. století ve své původní podobě před poslední přestavbou z padesátých let 19. století. Děti druhé manželky Gustava Adolfa z Varrensbachu pak Čížkovice prodaly roku 1692 zpátky klášteru sv. Jiří a tak se obec vrátila svému nejstaršímu majiteli. Zámek se stal letním sídlem abatyší a byl proto nově upraven. Byl obehnán vysokou zdí, na níž byly umístěny rokokové vázy a byl při něm založen park.

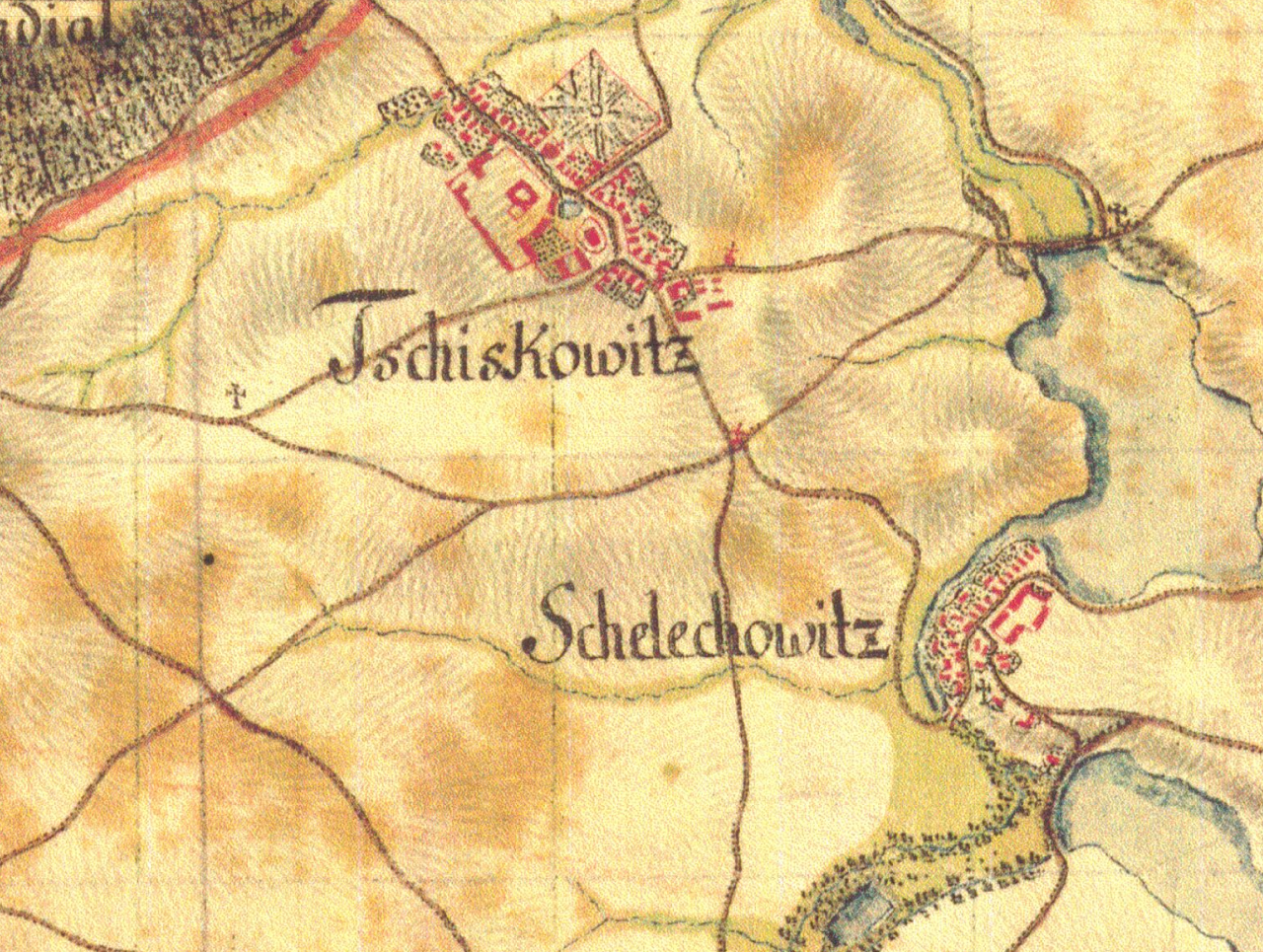
Čížkovice a Želechovice v 60. letech 18. století

Během druhé poloviny 18. století za tzv. bramborové války v letech 1778 až 1779 o dědictví bavorské bylo v Čížkovicích hlavní ležení pruských vojsk. Štáb pruské části armády pod velením prince Jindřicha Pruského sídlil v budově fary v sousedství kostela.
Když byl klášter za vlády císaře Josefa II. roku 1782 sekularizován, obec připadla náboženskému fondu. V roce 1819 ji pak ve veřejné dražbě koupil za 20 600 zlatých Josef Glaserfeld, který nechal zámek opět výrazně přestavět v empírovém stylu. Tento majitel daroval rovněž židovské komunitě pozemek k založení židovského hřbitova v obci.

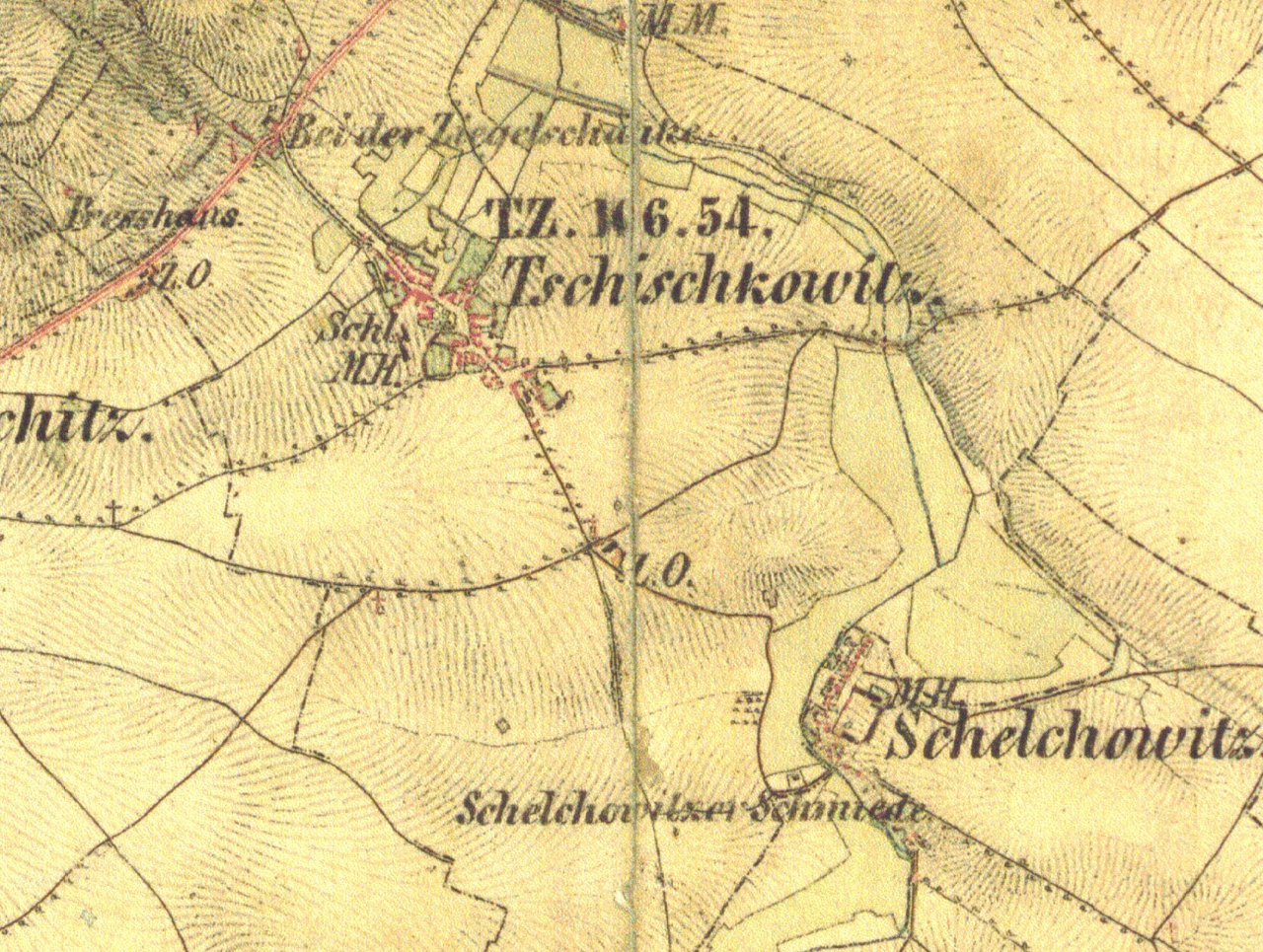
Čížkovice a Želechovice ve 40. letech 19. století

3. června 1838 se na čížkovickém zámku narodil Moritz Thausing, německy píšící spisovatel. Thausing studoval na univerzitě v Praze, Vídni a Mnichově obory dějiny a germánská filologie. Roku 1873 se stal profesorem teorie umění na vídeňské univerzitě. Thausing spáchal sebevraždu 14. srpna 1884 v Litoměřicích.

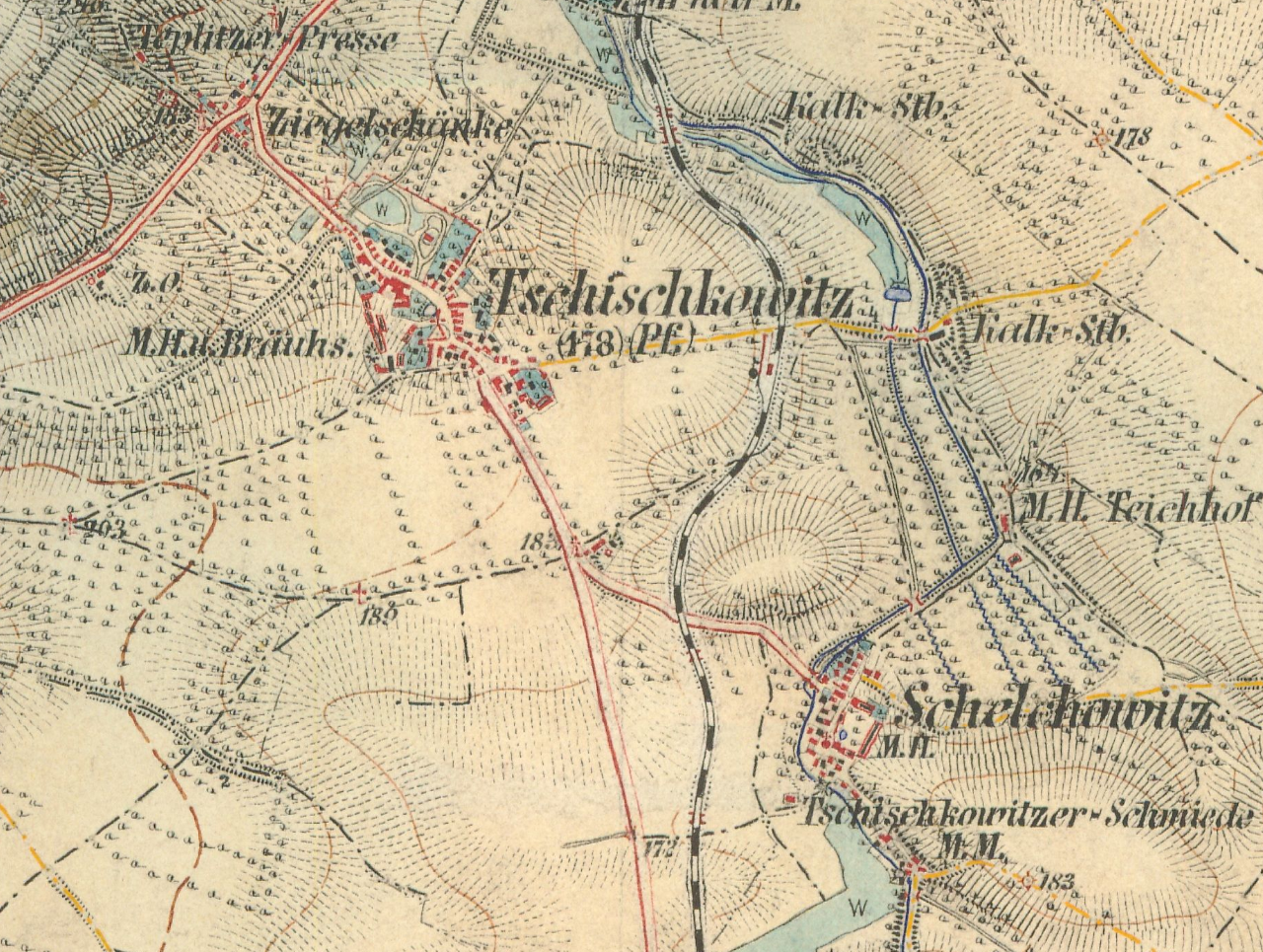
Čížkovice a Želechovice okolo roku 1890

První železniční trať procházející Čížkovicemi Lovosice–Libochovice byla otevřena 22. října 1882. Dnes je součástí trati 114. Trať z Čížkovic do Obrnic pak byla zprovozněna 19. prosince 1898. Dnes je součástí trati 113.

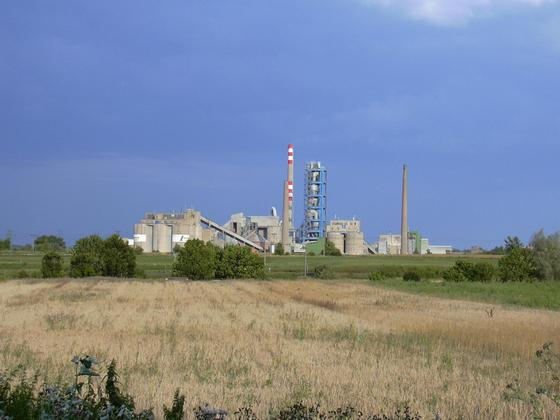
Čížkovická cementárna

Roku 1893 byla v Čížkovicích založena vápenka a o pět let později i cementárna] Majitel cementárny si později nechal na severním konci vsi postavit velkou vilu se zahradou. Z vily se otevírá pohled na obec, horu Říp a zříceninu Hazmburk. Dnes v ní sídlí diagnostický ústav starající se o mentálně postižené.
Těsně před druhou světovou válkou byl roku 1937 zavřen místní pivovar - k velké lítosti znalců, kteří čížkovické pivo považovali za velice chutné a kvalitní. Pivovar vařil mj. pivo Březňák nebo Kapucínské pivo a vydával své vlastní pivní etikety a tácky.
Mnichovská dohoda sama a následné nové vytyčení hranic mezi Německem a druhou československou republikou se života obce velmi dotkla. Čížkovice zůstaly v Sudetech, které připadly nacistickému Německu, přičemž okolní obce Úpohlavy a Třebenice, kam vedly obě železnice, zůstaly Československu, po 15. březnu 1939 v protektorátu. Po válce byla z Čížkovic odsunuta naprostá většina německého obyvatelstva. Uvolněná místa zaujali nově příchozí z celého tehdejšího Československa. Imigrace byla podporovaná i během následujících desetiletí, protože zde bylo potřeba dostatek pracovních sil do cementárny a vápenky.
Po konfiskacích v roce 1945, kdy byla mimo jiné znárodněna i místní cementárna, byli do čížkovického zámku dočasně umístěni zotavující se političtí vězni propuštění z terezínské věznice. Později byl zámek přeměněn na domov důchodců, který zde působí dodnes. Žije v něm dnes přes 50 starých lidí. V přilehlém povrchovém vápencovém lomu pracovali v roce 1946 němečtí spoluobčané internovaní z okolních obcí. Nucené práce byly součástí odsunu německého obyvatelstva z českého vnějšího pohraničí.
V roce 1975 byla zavřena původní cementárna a vápenka a na místě bývalého lomu byl otevřen nový závod. V roce 1992 přišla do cementárny jako nový vlastník francouzská společnost Lafarge. Vápenka byla zrušena a zbytek závodu byl zmodernizován.

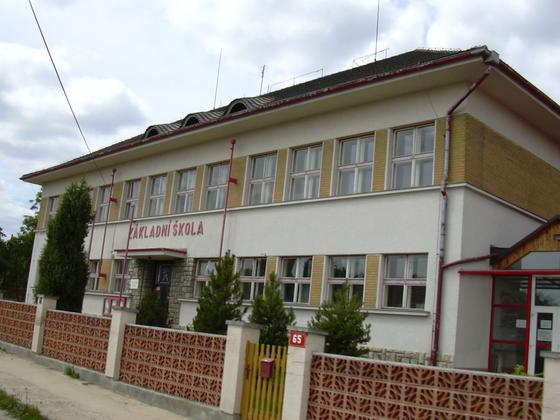
Čížkovická škola

Modernizací prošla rovněž základní škola, která poskytuje vzdělání dětem z Čížkovic a Želechovic, vzděláváni jsou rovněž klienti diagnostického ústavu.
Významnou památkou v Čížkovicích je vedle zámku a kostela sv. Jakuba židovský hřbitov. Židovský hřbitov v Čížkovicích leží 500 m severně od vsi na kraji pole v místní části zvané „Na Svobodě“ (na místě, kde kdysi stával tzv. cihelní výčep, „Ziegelschenke“). Svoji rozlohou (539 m²) patří k nejmenším židovským hřbitovům v České republice. Byl založen údajně roku 1800 (pozemek měl Židům darovat majitel panství v Čížkovicích pokřtěný Žid Glaser z České Lípy). Pohřbívali se tu Židé z okolí Třebenic, Milešova (kde byla židovská obec s modlitebnou) a Terezína (včetně vojáků z terezínské posádky). Na hřbitově se nachází cca 50 náhrobků, téměř všechny jsou v torzálním stavu. Nejstarší náhrobky pocházejí z I. poloviny 19. století, nápisy na náhrobcích v němčině a hebrejštině. Na podzim roku 2003 byl hřbitov zbaven náletových dřevin a křovin.

## Obyvatelstvo
|           | 1869 | 1880 | 1890 | 1900 | 1910  | 1921 | 1930  | 1950 | 1961 | 1970  | 1980  | 1991  | 2001  | 2011  |
| --------- | ---- | ---- | ---- | ---- | ----- | ---- | ----- | ---- | ---- | ----- | ----- | ----- | ----- | ----- |
| Obyvatelé | 554  | 663  | 659  | 886  | 1 031 | 986  | 1 120 | 904  | 923  | 1 050 | 1 260 | 1 238 | 1 233 | 1 277 |
| Domy      | 94   | 101  | 106  | 129  | 151   | 161  | 227   | 244  | 218  | 224   | 215   | 234   | 259   | 279   |

## Osobnosti
- Octavio Broggio – architekt, stavitel

## Doprava

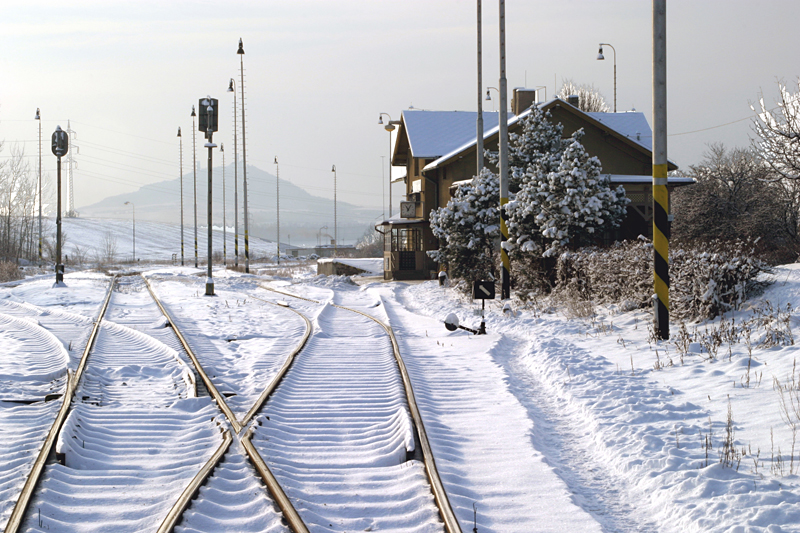
Vlakové nádraží v Čížkovicích

Obec má poměrně dobré spojení s Lovosicemi i ostatními obcemi v okolí. Leží na silnici I/15 mezi Lovosicemi a Třebenicemi, která ji spojuje se sousedními vesnicemi Sulejovice a Jenčice. Na jihu a jihovýchodě je silnicemi spojena s obcemi Úpohlavy a Siřejovice. Na obou silnicích je v obci po jedné autobusové zastávce. I díky své poloze 2 km od sjezdu dálnice D8 jsou Čížkovice velmi dobře napojeny na českou dálniční síť.
Ke vsi také patří železniční nádraží Čížkovice, které slouží jako dopravní křižovatka na tratích 113 Lovosice–Obrnice a 114 Lovosice–Louny.
Mezi 9. prosincem 2007 a 14. prosincem 2019 byl zastaven pravidelný provoz vlaků na trati 113 do Obrnic z důvodu prodělečnosti.

## Pamětihodnosti
- Kostel svatého Jakuba
- V sousedství kostela stojí čížkovický zámek upravený na domov důchodců. Postaven byl v barokním slohu v letech 1658–1665 na místě starší renesanční tvrze. Dochovaná podoba pochází z přestavby v první polovině devatenáctého století a pozdějších úprav.[7]
- Socha svatého Jana Nepomuckého
- Socha odpočívajícího Krista (Ecce homo)